# Trakehnergestüt Nannhofen
Das Trakehnergestüt Nannhofen, auch Gestüt Nannhofen, war ein deutsches Trakehnerzuchtgestüt in Nannhofen in der Gemeinde Mammendorf im Landkreis Fürstenfeldbruck in Bayern.

## Geschichte
Von 1959 bis 2009 prägte das Gestüt Nannhofen das Gesicht der deutschen Trakehnerzucht entscheidend mit und führte das Trakehnerpferd in Bayern ein.

Trakehner Brandzeichen

## Erfolge
Der 1. Preis der DLG-Ausstellung im Jahr 1959 war der Anfang, er folgten über DLG-, Bundes- und Landesschausiege in den 1970er und 1980er Jahren. Hervorzuheben ist die zweifache Auszeichnung als erfolgreichster in Bayern gezogener Vielseitigkeits-Trakehner der Jahre 2006 und 2007.

## Leitung
Die Eigentümerin war Gertrud Baroness von Lotzbeck (* 25. Oktober 1921 in München; † 29. Oktober 2009 in Nannhofen), die nach Studium und Promotion in Medizin in München eine Reihe von Jahren als Kinderärztin ebenfalls in München praktizierte, bevor sie die Leitung der Güter-Administration der Familiengüter in Nannhofen, Hardt und Weyhern übernahm und das Gestüt begründete. Sie war Trägerin der Goldenen Ehrennadel sowie der Freiherr-von-Schrötter-Medaille des Trakehner-Verbandes. Über ihren Onkel, den Jagd- und Olympiadressurreiter Major Eugen Freiherr von Lotzbeck, kam sie zu Pferden und dem Reitsport. Nach dem Tod von Baroness von Lotzbeck wurde 2009 das Gestüt Nannhofen aufgelöst.

## Pferde
Das Gestüt Nannhofen hatte mit dem Vollblüter Pindar xx und den Webelsgrunder Kassio Erfolg in züchterischer und reiterlicher Arbeit. Das Gestüt Nannhofen verkaufte weltweit besonders an Käufer aus den USA, Kanada, der Schweiz, Österreich und den Niederlanden.
13 Hengste aus eigener Zucht und vier aufgezogene Hengste stellte Baroness von Lotzbeck erfolgreich zu den Trakehner Körungen in Neumünster. Die größten Erfolge waren ihr dabei mit dem mächtigen schwarzen Waldzauber und den beiden Füchsen Grimsel und Gelria beschieden, die allesamt großen Einfluss auf die Gesamtzucht nahmen. Stuten aus Nannhofen gehörten bayern- und bundesweit zur Elite der Zucht, hier wurden unter vielen anderen die DLG-, Bundessieger- und Elitestute Griseldis, die Landesschau-Siegerin Lillemor und Zuchtperlen wie Kornweihe, Waldlicht, Liuba und Larthi gezogen. Die bayerischen Landesschauen der 1970er und 1980er Jahre waren geprägt durch das überragende Gangvermögen der Pferde aus Nannhofen.